# Vacation (Tyga)
Vacation è un singolo del rapper statunitense Tyga, pubblicato il 19 giugno 2020.

## Video musicale
Il video musicale, reso disponibile in concomitanza con l'uscita del brano, è stato diretto da Frank e Ivanna Borin.

## Tracce
Testi e musiche di Micheal Ray Stevenson, Alex Petit, Kevin Goringer e Tim Goringer.
1. Vacation – 3:13

## Formazione
- Tyga – voce
- Cashmoneyap – produzione
- Cubeatz – produzione
- Chris Longwood – mastering
- Christian "CQ" Quinonez – missaggio, registrazione

## Classifiche
| Classifica (2020) | Posizione massima |
| ----------------- | ----------------- |
| Stati Uniti       | 123               |